# Джерело № 1 (Нове Клиново)
Джерело № 1 — гідрологічна пам'ятка природи місцевого значення. Об'єкт розташований на території Виноградівського району Закарпатської області, с. Нове Клиново.
Площа — 0,3 га, статус отриманий у 1984 році  (Рішення обласного виконкому від 23.10.1984 р. № 253).
Охороняється джерело гідрокарбонатно-кальцієво-магнієвої води. Загальна мінералізація — 0,89 г/л. Вода придатна для лікування захворювань органів травлення.